# Eliminator (film)
Pour les articles homonymes, voir Eliminator.
Pour plus de détails, voir Fiche technique et Distribution.
Eliminator est un film philippin de série Z sorti en 1986 et réalisé pat Teddy Page.

## Synopsis
Après que sa fille fut violée et tuée par des voyous, un homme décide de devenir justicier et d'éliminer lui-même les criminels de sa ville.

## Fiche technique
- Titre : Eliminator
- Titre original : Blood Debts
- Réalisation : Teddy Page
- Pays d'origine : Philippines
- Genre : Action
- Durée : 91 minutes
- Sortie : 1986

## Distribution
- Richard Harrison
- Mike Monty
- Jim Gaines (en)
- Ann Milhench